# 層流翼

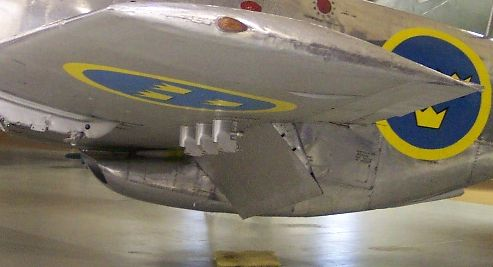
層流翼大特寫

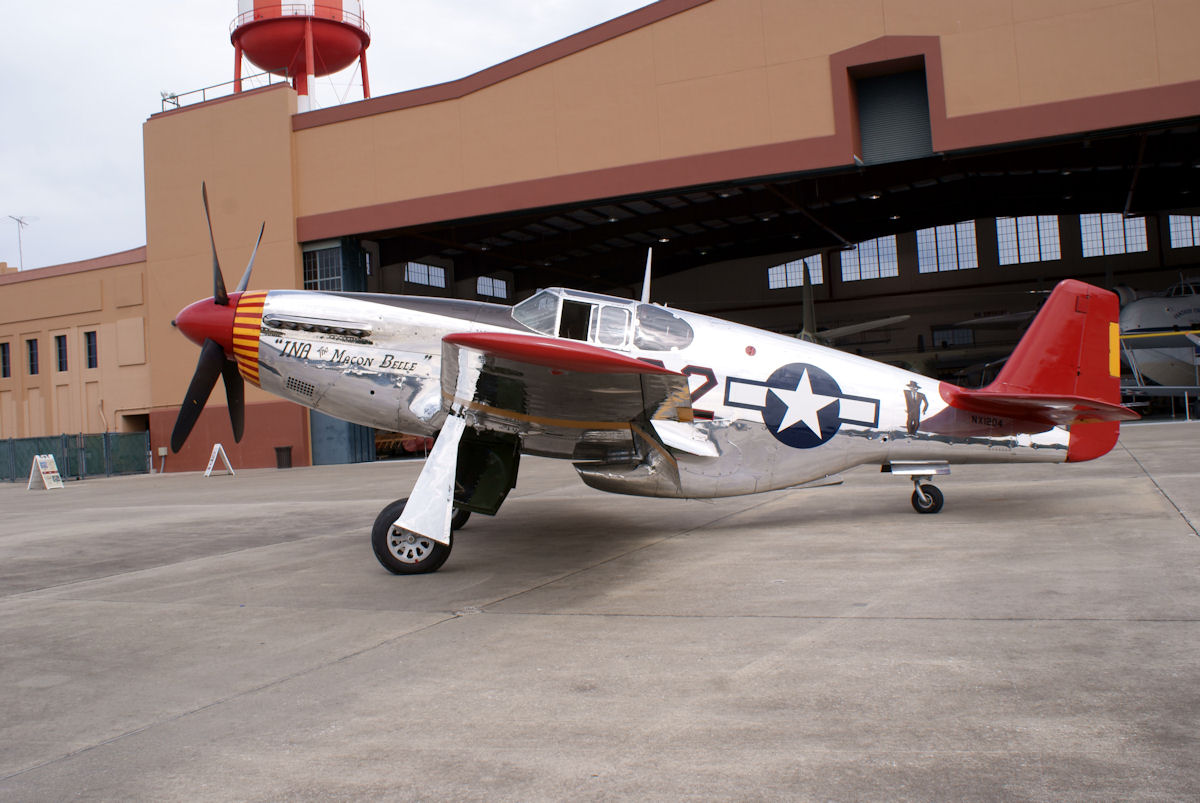
最有名採用層流翼的飛機就是二次大戰時美國的P-51野馬式戰鬥機，請留意圖中紅色的翼端

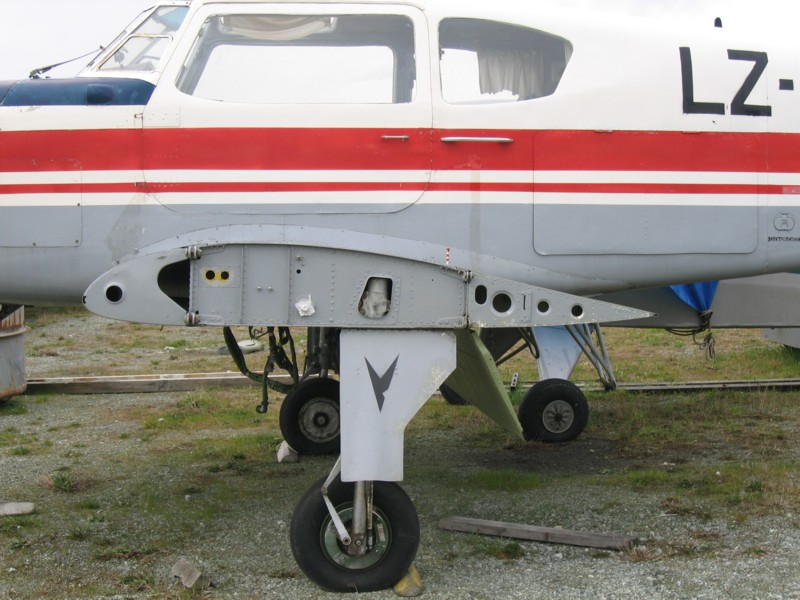
一般機翼橫切面

層流翼（英文:Laminar Flow Wing）是一種飛機翼橫切面設計，不同於一般機翼橫切面是上彎下平，層流翼的上下翼面都是彎曲凸起（上方比下方略凸），其最大凸起處為弦長50%處，而最前方相對較薄，此種設計能減少流經翼面的湍流，減少空氣阻力而加快飛機速度和減少耗油量，層流翼的缺點為在低速時產生的昇力較一般機翼為少。
層流翼最初由NACA研發，最有名採用層流翼的飛機就是二次大戰時美國的P-51野馬式戰鬥機。

## 參考文獻

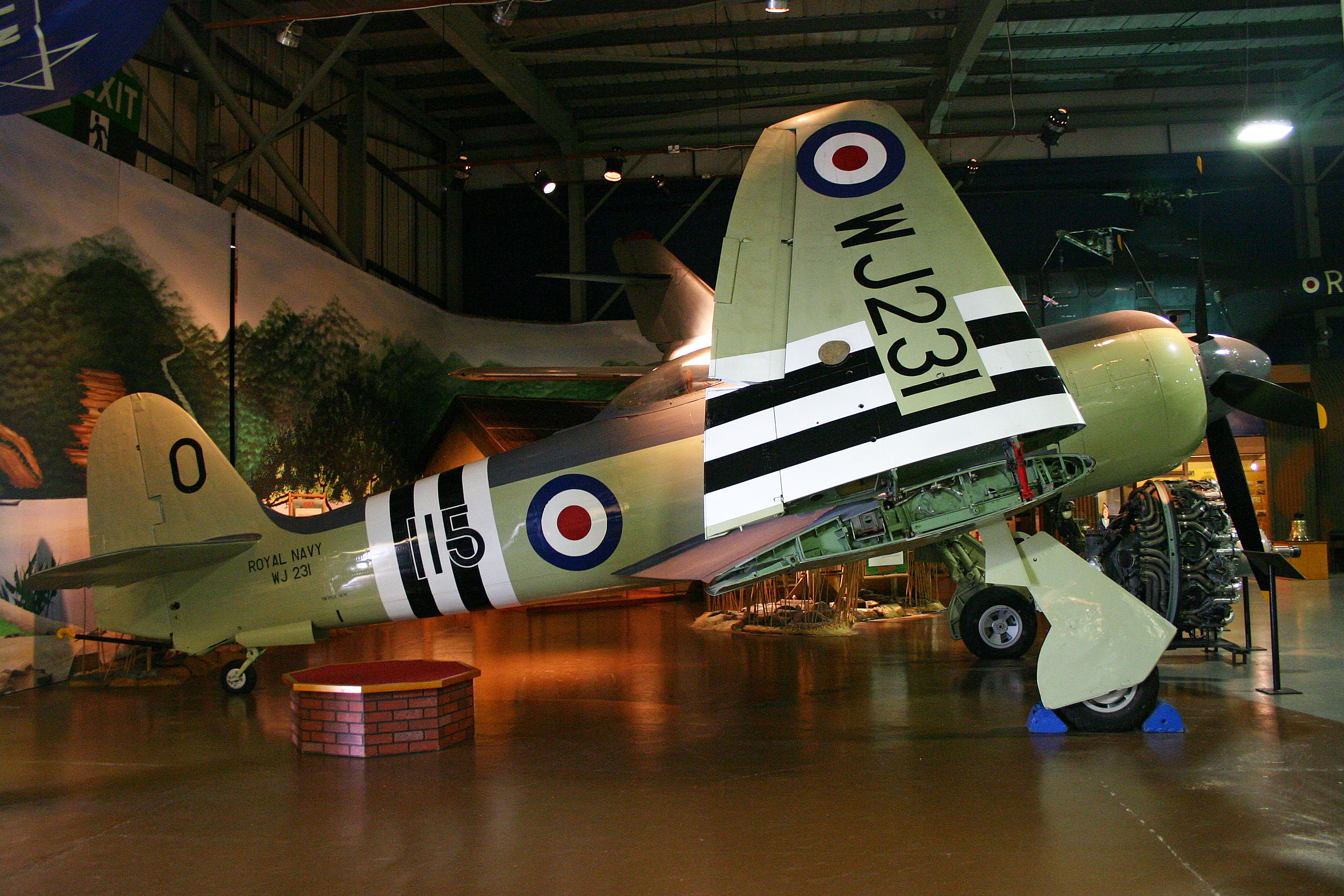
採用層流翼橫切面機翼的英國海怒戰鬥機